# Verticordia aereiflora
Verticordia aereiflora är en myrtenväxtart som beskrevs av Eliz.A.George och Alexander Segger George. Verticordia aereiflora ingår i släktet Verticordia och familjen myrtenväxter. Inga underarter finns listade i Catalogue of Life.